# Sofiane Boufal
Sofiane Boufal (arab. سفيان بوفال, Sufyān Būfāl; ur. 17 września 1993 w Paryżu) – marokański piłkarz występujący na pozycji pomocnika w katarskim klubie Ar-Rayyan oraz w reprezentacji Maroka. Uczestnik Mistrzostw Świata 2022 oraz Pucharu Narodów Afryki 2019, 2021 i 2023. 
W swojej karierze występował m.in. w takich klubach jak: Southempton, Angers SCO, Lille OSC oraz Celta Vigo. 

## Kariera piłkarska
Swoją karierę piłkarską Boufal rozpoczął w klubie Angers SCO. W 2011 roku awansował do zespołu rezerw i w sezonie 2011/2012 zadebiutował w nim w piątej lidze francuskiej. Rok później awansował do pierwszego zespołu Angers. 24 sierpnia 2012 zadebiutował w nim w Ligue 2 w przegranym 0:1 domowym meczu z FC Istres. W sezonie 2014/2015 awansował z Angers do Ligue 1. Na początku 2015 roku Boufal został piłkarzem pierwszoligowego Lille OSC. Swój debiut w Lille zaliczył 17 stycznia 2015 w przegranym 0:1 wyjazdowym meczu z FC Lorient. 12 kwietnia 2015 strzelił pierwszego gola w Ligue 1 w wygranym 1:0 wyjazdowym meczu z Evian Thonon Gaillard. W sezonie 2015/16 zagrał w 35 spotkaniach, zdobywając 12 bramek i przyciągnął swoją uwagę kilku bardzo dobrych klubów.

### Southampton
29 sierpnia 2016 roku podpisał 5-letni kontrakt z Southampton i został najdrożej kupionym zawodnikiem w historii klubu. Pierwszą ligową bramkę zdobył w spotkaniu z Middlesbrough. 26 października zdobył jedyną bramkę w meczu Pucharu Ligi Angielskiej przeciwko Sunderlandowi, która została wybrana najładniejszą bramką Southampton w sezonie 2016/2017.

## Kariera reprezentacyjna
W reprezentacji Maroka Boufal zadebiutował 26 marca 2016 w wygranym 1:0 meczu kwalifikacji do Pucharu Narodów Afryki 2017 z Republiką Zielonego Przylądka.

## Statystyki kariery
(aktualne na dzień 20 maja 2019)
| Klub               | Sezon              | Liga               | Liga  | Liga   | Puchar kraju | Puchar kraju | Puchar ligi | Puchar ligi | Europa | Europa | Suma  | Suma   |
| Klub               | Sezon              | Liga               | Mecze | Bramki | Mecze        | Bramki       | Mecze       | Bramki      | Mecze  | Bramki | Mecze | Bramki |
| ------------------ | ------------------ | ------------------ | ----- | ------ | ------------ | ------------ | ----------- | ----------- | ------ | ------ | ----- | ------ |
| Angers             | 2012/13            | Ligue 2            | 2     | 0      | 2            | 0            | 0           | 0           | –      | –      | 4     | 0      |
| Angers             | 2013/14            | Ligue 2            | 28    | 0      | 5            | 0            | 0           | 0           | –      | –      | 33    | 0      |
| Angers             | 2014/15            | Ligue 2            | 16    | 4      | 1            | 0            | 2           | 0           | –      | –      | 19    | 4      |
| Lille OSC          | 2014/15            | Ligue 1            | 14    | 3      | 0            | 0            | 2           | 0           | 0      | 0      | 16    | 3      |
| Lille OSC          | 2015/16            | Ligue 1            | 29    | 11     | 1            | 0            | 5           | 1           | –      | –      | 35    | 12     |
| Southampton        | 2016/17            | Premier League     | 23    | 1      | 0            | 0            | 3           | 1           | 1      | 0      | 27    | 2      |
| Southampton        | 2017/18            | Premier League     | 26    | 1      | 3            | 0            | 1           | 0           | 0      | 0      | 30    | 1      |
| Celta Vigo         | 2018/19            | Primera División   | 35    | 3      | 0            | 0            | 0           | 0           | 0      | 0      | 35    | 3      |
| Ogólnie w karierze | Ogólnie w karierze | Ogólnie w karierze | 172   | 22     | 12           | 0            | 13          | 2           | 1      | 0      | 198   | 24     |

## Sukcesy
Lille
- Finalista Pucharu Ligi Francuskiej: 2015/2016

Southampton
- Finalista Pucharu Ligi Angielskiej: 2016/2017